# Вайт-Сендс (національний парк)

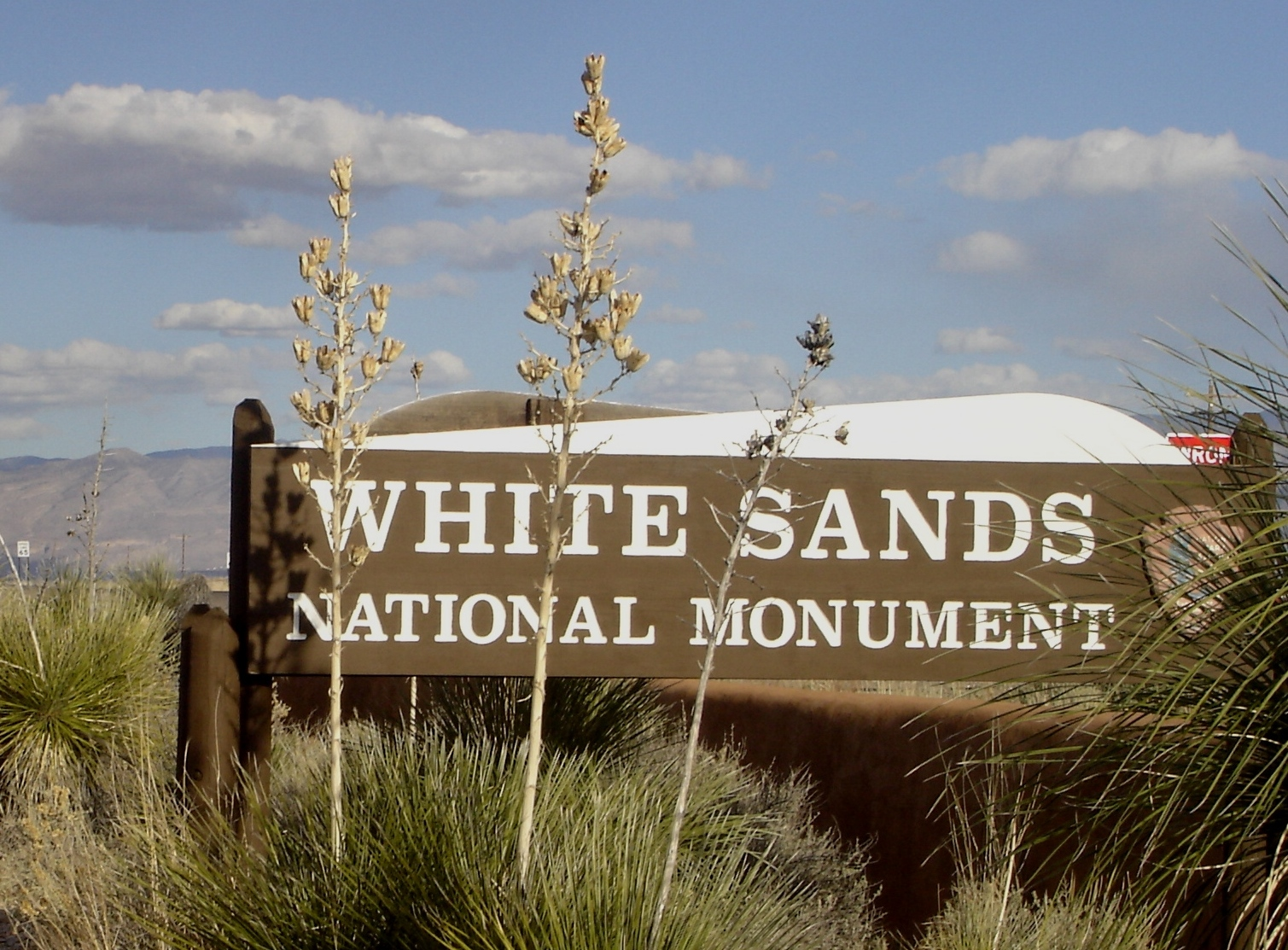

Національний парк Білі піски, Вайт-Сандс (англ. White Sands National Park) — національний парк у штаті Нью-Мексико, США, за 24 км на південний захід від Аламогордо. Його головною визначною пам'яткою є піщано-білі пустелі, що дали парку свою назву.
Парк був створений 18 січня 1933 року як національна пам'ятка. З 20 грудня 2019 року він функціонує як національний парк. Парк займає площу 581,67 км², і, як і багато інших національних парків, ним управляє Служба національних парків США.
Парк часто періодично закривають для відвідувачів через випробування, що проходять на сусідньому ракетному полігоні Білі піски. 
Також поруч знаходиться радіоастрономічна обсерваторія Дуже великий масив.

## Унікальні знахідки
У межах парку, на засохлих відкладах колишнього озера плейстоценової епохи Отеро в західній і північно-західній частині  Вайт-Сендс, у 2020 році були виявлені численні сліди доісторичної людини. Вервечка слідів тягнеться на 1,5 км. У 2021 році вчені з Борнмутського університету (Велика Британія) спільно з колегами зі США оприлюднили їх вік — приблизно від 23 000 до 21 000 років тому. Це свідчить про те, що люди могли жити в Північній Америці ще під час останнього льодовикового максимуму і освоїли цю територію як мінімум на кілька тисячоліть раніше, ніж вважається в наукових колах..